# Psychothérapie analytique fonctionnelle
 (janvier 2024).
La mise en forme du texte ne suit pas les recommandations de Wikipédia : il faut le « wikifier ».
Les points d'amélioration suivants sont les cas les plus fréquents. Le détail des points à revoir est peut-être précisé sur la page de discussion.
- Les titres sont pré-formatés par le logiciel. Ils ne sont ni en capitales, ni en gras.
- Le texte ne doit pas être écrit en capitales (les noms de famille non plus), ni en gras, ni en italique, ni en « petit »…
- Le gras n'est utilisé que pour surligner le titre de l'article dans l'introduction, une seule fois.
- L'italique est rarement utilisé : mots en langue étrangère, titres d'œuvres, noms de bateaux, etc.
- Les citations ne sont pas en italique mais en corps de texte normal. Elles sont entourées par des guillemets français : « et ».
- Les listes à puces sont à éviter, des paragraphes rédigés étant largement préférés. Les tableaux sont à réserver à la présentation de données structurées (résultats, etc.).
- Les appels de note de bas de page (petits chiffres en exposant, introduits par l'outil «  Source ») sont à placer entre la fin de phrase et le point final[comme ça].
- Les liens internes (vers d'autres articles de Wikipédia) sont à choisir avec parcimonie. Créez des liens vers des articles approfondissant le sujet. Les termes génériques sans rapport avec le sujet sont à éviter, ainsi que les répétitions de liens vers un même terme.
- Les liens externes sont à placer uniquement dans une section « Liens externes », à la fin de l'article. Ces liens sont à choisir avec parcimonie suivant les règles définies. Si un lien sert de source à l'article, son insertion dans le texte est à faire par les notes de bas de page.
- La présentation des références doit suivre les conventions bibliographiques. Il est recommandé d'utiliser les modèles {{Ouvrage}}, {{Chapitre}}, {{Article}}, {{Lien web}} et/ou {{Bibliographie}}. Le mode d'édition visuel peut mettre en forme automatiquement les références.
- Insérer une infobox (cadre d'informations à droite) n'est pas obligatoire pour parachever la mise en page.

Pour une aide détaillée, merci de consulter Aide:Wikification.
Si vous pensez que ces points ont été résolus, vous pouvez retirer ce bandeau et améliorer la mise en forme d'un autre article.
La psychothérapie analytique fonctionnelle (PAF) est une approche psychothérapeutique basée sur l'analyse clinique du comportement (ACC) qui se concentre sur la relation thérapeutique comme moyen de maximiser le changement du patient. Plus précisément, la PAF suggère que le renforcement en séance des comportements cibles du patient conduit à des améliorations thérapeutiques significatives.
La PAF a été conceptualisée pour la première fois dans les années 1980 par les psychologues Robert Kohlenberg et Mavis Tsai qui, après avoir remarqué une association cliniquement significative entre les résultats du patient et la qualité de la relation thérapeutique, ont entrepris de développer un modèle théorique et psychodynamique de psychothérapie comportementale basé sur ces concepts. Les principes comportementaux (par exemple, renforcement, généralisation) constituent la base de la PAF,.
La PAF est une approche idiographique (par opposition à nomothétique) de la psychothérapie. Cela signifie que les thérapeutes PAF se concentrent sur la fonction du comportement d'un patient plutôt que sur la forme. L’objectif est de modifier une large classe de comportements qui peuvent sembler différents en surface mais qui remplissent tous la même fonction. Il est idiographique dans le sens où le patient et le thérapeute travaillent ensemble pour former une formulation clinique unique des objectifs thérapeutiques du patient, plutôt qu'un seul objectif thérapeutique pour chaque patient qui débute une thérapie.

## Les fondements
La PAF postule que les comportements des patients qui se produisent au cours de leurs relations interpersonnelles hors séance (c'est-à-dire dans le « monde réel »), si les patients bénéficient d'une relation thérapeutique de qualité suffisamment élevée, se produiront également au cours de la séance de thérapie. Sur la base de ces comportements en séance, les thérapeutes PAF, en collaboration avec leur patient, développent une formulation de cas qui comprend des classes de comportements (basés sur leur fonction et non sur leur forme) que le patient souhaite augmenter et diminuer.
L'apparition en séance d'un comportement problématique d'un patient est appelée comportement cliniquement pertinent 1 (CCP1). L’apparition d’améliorations en séance est appelée comportement cliniquement pertinent 2 (CCP2). L’objectif de la thérapie PAF est de diminuer la fréquence des CCP1 et d’augmenter la fréquence des CCP2.
Le thérapeute PAF évoque (c'est-à-dire définit le contexte) des CCP1 et, en réponse, façonne progressivement les CCP2.

### Les cinq règles
« Les cinq règles » opérationnalisent le comportement du thérapeute PAF par rapport à cet objectif. Il est important de noter que les cinq règles ne sont pas des règles au sens traditionnel du terme, mais plutôt un ensemble de lignes directrices destinées au thérapeute.
- Règle 1 : Surveillez les CCP – Les thérapeutes concentrent leur attention sur l’apparition de CCP qui sont des problèmes en session (CCP1) et des améliorations (CCP2).
- Règle 2 : Évoquer les CCP – Les thérapeutes établissent un contexte qui évoque les CCP du patient.
- Règle 3 : Renforcez naturellement les CCP2 – Les thérapeutes renforcent l’apparition des CCP2 (améliorations en séance), augmentant ainsi la probabilité que ces comportements se produisent plus fréquemment.
- Règle 4 : Observer l'impact du thérapeute par rapport aux CCP du patient – Les thérapeutes évaluent le degré auquel ils ont réellement renforcé les améliorations comportementales en notant le comportement du patient ultérieur après la règle 3. Ceci est similaire au concept d'analyse comportementale consistant à effectuer une analyse fonctionnelle.
- Règle 5 : Fournir des interprétations fonctionnelles et généraliser – Les thérapeutes travaillent avec le patient pour généraliser les améliorations comportementales en séance aux relations hors séance du patient. Cela peut inclure, sans toutefois s'y limiter, la fourniture de devoirs.

### Le modèle ACL
Des chercheurs du Centre pour la science du lien social de l'Université de Washington développent un modèle de lien social qu'ils estiment pertinent pour le PAF. Ce modèle – appelé modèle ACL – délimite les comportements pertinents pour les liens sociaux sur la base de décennies de recherche scientifique.
- Les comportements de conscience (A) incluent le fait de prêter attention à vos propres besoins et valeurs et à ceux de l'autre dans le cadre d'une relation interpersonnelle.
- Les comportements de courage (C) incluent le fait de ressentir des émotions en présence d'une autre personne, de demander ce dont vous avez besoin et de partager des expériences profondes et vulnérables avec une autre personne au service de l'amélioration de la relation.
- Les comportements d'amour (L) impliquent de répondre aux comportements de courage d'une autre personne en s'adaptant à ce dont cette personne a besoin sur le moment. Il s'agit notamment d'assurer la sécurité et l'acceptation en réponse à la vulnérabilité d'un client.

PAF a le potentiel de cibler les comportements de conscience, de courage et d’amour lorsqu’ils se produisent en séance, comme décrit par les cinq règles ci-dessus. Des recherches supplémentaires sont nécessaires pour confirmer l’utilité du modèle ACL,.

## Soutien à la recherche
Le behaviorisme radical et le domaine de l’analyse clinique du comportement bénéficient d’un solide soutien scientifique,. De plus, les chercheurs ont mené un certain nombre d'études de cas,,,,,,,, analyses de processus des composants,,, une étude non randomisée sur la thérapie cognitive améliorée par PAF pour la dépression et un essai contrôlé randomisé sur la thérapie d'acceptation et d'engagement améliorée par la PAF pour l'abandon du tabac.

## Thérapie comportementale de troisième génération
La FAP appartient à un groupe de thérapies appelées thérapies comportementales de troisième génération (ou thérapies comportementales de troisième vague) qui comprend la thérapie comportementale dialectique (TCD), la thérapie d'acceptation et d'engagement (ACT), l'activation comportementale et la thérapie comportementale intégrative du couple.

## Critique
La PAF a été critiqué pour son « avance sur les données », c'est-à-dire pour son manque de données empiriques suffisantes pour justifier son utilisation généralisée. Les défis rencontrés par les chercheurs sont largement discutés,. Il y a également des critiques concernant l'utilisation du modèle ACL car il porte atteinte à la nature idiographique de la PAF.

## Organisations professionnelles
- Association for Contextual Behavioral Science (ACBS) – Fondée en 2005 (constituée en 2006), l'Association for Contextual Behavioral Science (ACBS) se consacre à l'avancement de la science et de la pratique cognitives et comportementales contextuelles fonctionnelles afin de soulager la souffrance humaine et de faire progresser le bien-être de l'humanité[27]
- L'Association for Behaviour Analysis International (ABAI) dispose d'un groupe d'intérêt spécial pour les questions liées aux praticiens, le conseil comportemental et l'analyse clinique du comportement. L'ABAI compte des groupes d'intérêts spéciaux plus importants pour la médecine comportementale. ABAI constitue le noyau intellectuel des analystes du comportement[28],[29].
- L'Association pour les thérapies comportementales et cognitives (ABCT) dispose également d'un groupe d'intérêt en analyse du comportement, qui se concentre sur l'analyse du comportement clinique. En outre, l'Association pour les thérapies comportementales et cognitives dispose d'un groupe d'intérêt particulier dans le domaine des addictions.
- Les analystes du comportement de niveau doctorat qui sont des psychologues appartiennent à la division 25 (analyse du comportement) de l'American Psychological Association. L'APA propose un diplôme en psychologie comportementale.
- L'Association mondiale pour l'analyse du comportement propose une certification pour l'analyse clinique du comportement qui couvre la psychothérapie analytique fonctionnelle